# Грімія альпійська
Грімія альпійська (Grimmia alpestris) — вид мохів порядку гріміальних (Grimmiales).

## Поширення
Батьківщиною є Європа, Північна Америка, Азія, Марокко.
Населяє відкритий кислий граніт і піщаник; від середньої до високої висоти (360–3300 м).

## Характеристика
Рослини жовто-зелені, сизувато-зелені до темно-зелених, іноді майже чорні. Стебла 1–1.2(1.5) см. Листки від вузьколанцетних до яйцеподібно-ланцетних, 1–1.8 × 0.2–0.6 мм, кілеві, не складчасті, краї проксимально рівні, дистально загнуті, остюк 0.3–0.8 мм, реберний поперечний зріз виражений, напівкруглий. Вид дводомний. Коробочкові ніжки 2–3 мм. Коробочка іноді присутня, від жовтої до коричневої, від яйцюватої до видовжено-яйцеподібної.